# Tchéky Karyo
Tchéky Karyo (IPA: tʃeki kɑʁjo; Isztambul, Törökország, 1953. október 4. –) török származású francia színész, aki leginkább Julien Baptiste szerepéről ismert a The Missing és a Baptiste című sorozatokból.

## Élete
Baruh Djaki Karyo néven született Isztambulban. Anyja görög zsidó származású volt, míg apja török zsidó családból származott. Fiatalkorában a család Párizsba költözött, így Tchéky itt nőtt fel. Neve írásmódját ekkor Tchéky-re változtatta.
Több hollywoodi és francia rendezővel dolgozott együtt. Filmjeiben általában francia karaktereket alakít.
Zenészként is tevékenykedik. 2006-ban jelent meg a Ce lien qui nous unit (A láncszem, ami összeköt) című albuma. 2013-ban jelent meg második albuma, a Credo.
Színészi teljesítménye elismeréseként 1986-ban Jean Gabin-díjat nyert.

## Filmográfia

### Film

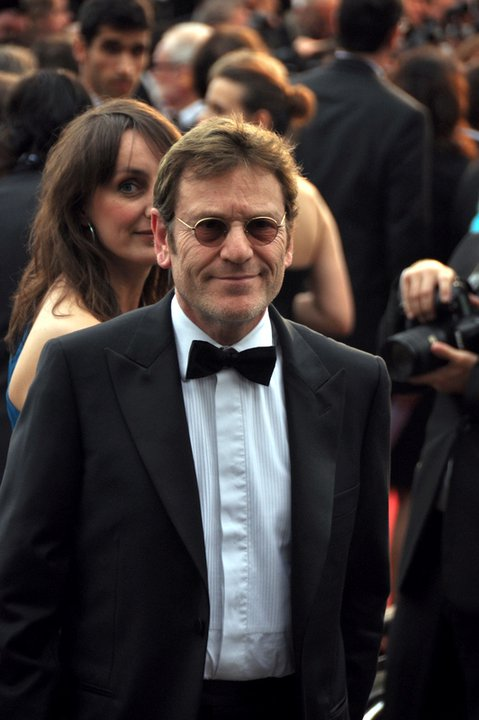
2011 Cannes-i fesztivál

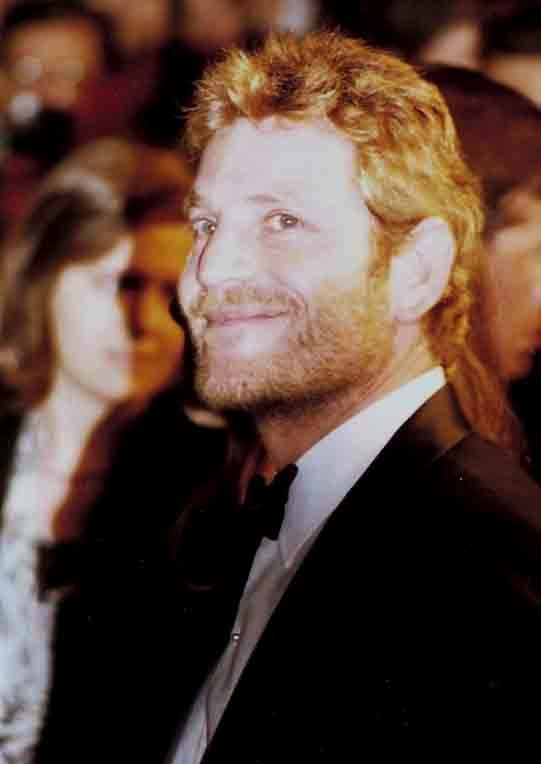
1992-ben

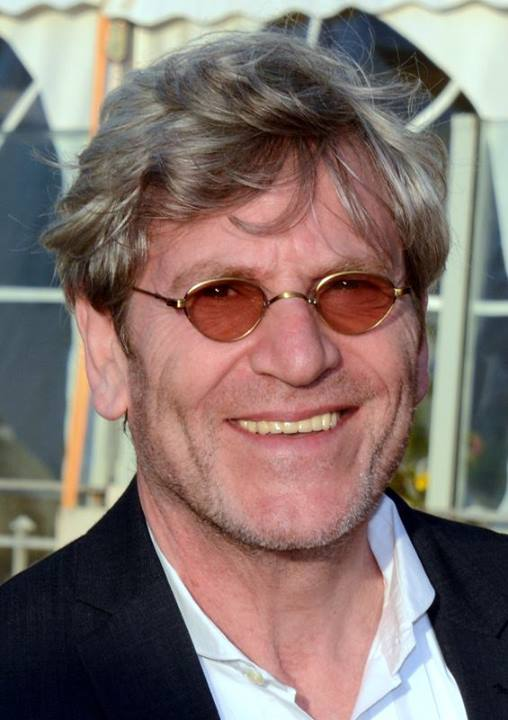
2013-ban

| Év   | Magyar cím                                 | Eredeti cím                                  | Szerep                                     | Magyar Hang      | Rendezők                        |
| ---- | ------------------------------------------ | -------------------------------------------- | ------------------------------------------ | ---------------- | ------------------------------- |
| 1982 | Martin Guerre visszatér                    | (Le retour de Martin Guerre)                 | Augustin                                   |                  | Daniel Vigne                    |
| 1982 | A besúgó                                   | (La Balance)                                 | Petrovic                                   | Berzsenyi Zoltán | Bob Swaim                       |
| 1983 | A kívülálló                                | (Le Marginal)                                | Francis Pierron                            | Végh Péter       | Jacques Deray                   |
| 1984 | Teliholdas éjszakák                        | (Full Moon in Paris)                         | Remi                                       | Jenei István     | Eric Rohmer                     |
| 1985 | Eszelős szerelem                           | (L'Amour braque)                             | Micky                                      | Schmied Zoltán   | Andrzej Zulawski                |
| 1986 | Kék, mint a pokol                          | (Bleu comme l'enfer)                         | Frank                                      | Hirtling István  | Yves Boisset                    |
| 1987 |                                            | (Sorceress)                                  | Étienne de Bourbon                         |                  | Suzanne Schiffman               |
| 1988 | A medve                                    | (L'Ours)                                     | Tom                                        | Kőszegi Ákos     | Jean-Jacques Annaud             |
| 1989 | Ausztrália                                 | (Australia)                                  | Julien Pierson                             |                  | Jean-Jacques Andrien            |
| 1990 | Nikita                                     | (La Femme Nikita)                            | Bob                                        | Szakácsi Sándor  | Luc Besson                      |
| 1990 | Nikita                                     | (La Femme Nikita)                            | Bob                                        | Mihályi Győző    | Luc Besson                      |
| 1990 | Vincent és én                              | (Vincent and Me)                             | Vincent van Gogh                           |                  | Michael Rubbo                   |
| 1991 | Rémálmok Rióban                            | (A Grande Arte)                              | Hermes                                     |                  | Walter Salles                   |
| 1991 |                                            | (Isabelle Eberhardt)                         | Slimene                                    |                  | Ian Pringle                     |
| 1991 | A szerelem tiltott ösvényei                | (Husband and Lovers)                         | Paolo                                      | Sztarenki Pál    | Mauro Bolognini                 |
| 1992 | Vörös cipellők                             | (Red Shoe Diaries)                           | Phillip                                    |                  | Zalman King                     |
| 1992 | 1492 – A Paradicsom meghódítása            | (1492 Conquest of Paradise)                  | Martín Alonso Pinzón                       | Orosz István     | Ridley Scott                    |
| 1992 | 1492 – A Paradicsom meghódítása            | (1492 Conquest of Paradise)                  | Martín Alonso Pinzón                       | Kőszegi Ákos     | Ridley Scott                    |
| 1992 | Atlantisz                                  | (L'Atlantide)                                | Lieutenant Morhange                        |                  | Bob Swaim                       |
| 1992 | Gyilkosság nagyvonalakban                  | (Sketch Artist)                              | Paul Korbel                                | Háda János       | Phedon Papamichael              |
| 1993 | És a zenekar játszik tovább...             | (And the Band Played On)                     | Dr. Willy Rozenbaum                        | Harmath Imre     | Roger Spottiswoode              |
| 1994 | A fekete angyal                            | (L'ange noir)                                | Paul Delorme                               | Lukács Sándor    | Jean-Claude Brisseau            |
| 1994 | A félelem városa                           | (La Cité de la peur)                         | M. Jacques, le p                           | Bartók László    | Alain Berbérian                 |
| 1994 | Nostradamus                                | (Nostradamus)                                | Nostradamus                                | Csankó Zoltán    | Roger Christian                 |
| 1995 | Holdárnyékban                              | (Colpo di luna)                              | Lorenzo                                    | Helyey László    | Alberto Simone                  |
| 1995 | Könnyező harcos                            | (Crying Freeman)                             | Detective Netah                            | Kőszegi Ákos     | Christophe Gans                 |
| 1995 | Bad Boys – Mire jók a rosszfiúk?           | Bad Boys                                     | Antoine Fouchet                            | Székhelyi József | Michael Bay                     |
| 1995 | Bad Boys – Mire jók a rosszfiúk?           | Bad Boys                                     | Antoine Fouchet                            | Jakab Csaba      | Michael Bay                     |
| 1995 | Aranyszem                                  | (GoldenEye)                                  | Russian Minister of Defence Dmitri Mishkin | Jakab Csaba      | Martin Campbell                 |
| 1995 | Idegenben                                  | (Foreign Land)                               | Kraft                                      |                  | Daniela Thomas, Walter Salles   |
| 1995 | A Dumbo hadművelet                         | (Operation Dumbo Drop)                       | Goddard                                    | Áron László      | Simon Wincer                    |
| 1996 | A múlt csapdájában                         | (To Have & to Hold)                          | Jack                                       |                  | John Hillcoat                   |
| 1997 | Dobermann                                  | (Le Dobermann)                               | Inspecteur Sauveur Cristini                | Csuja Imre       | Jan Kounen                      |
| 1997 | Élőhely                                    | (Habitat)                                    | Hank Symes                                 | Kárpáti Tibor    | Rene Daalder                    |
| 1997 | Meglesni és megszeretni                    | (Addicted to Love)                           | Anton                                      | Csuja Imre       | Griffin Dunne                   |
| 1998 | Legyen világosság!                         | (Let There Be Light)                         | Harper                                     |                  | Arthur Joffé                    |
| 1999 | Élet a birtokon                            | (My Life So Far)                             | Gabriel Chenoux                            | Bácskai János    | Hugh Hudson                     |
| 1999 | Jeanne d'Arc - Az Orléans-i szűz           | (The Messenger: The Story of Joan of Arc)    | Jean de Dunois                             | Reviczky Gábor   | Luc Besson (2)                  |
| 1999 | Wing Commander - Az űrkommandó             | Wing Commander                               | Commodore James "Paladin" Taggart          | Vass Gábor       | Chris Roberts                   |
| 1999 | Mint hal a vízből                          | (Comme un poisson hors de I'eau)             | B. B.                                      | Szacsvay László  | Hervé Hadmar                    |
| 2000 | Az ezeregy éjszaka meséi                   | (Arabian Nights)                             | Black Coda                                 | Kőszegi Ákos     | Steve Barron                    |
| 2000 | A király táncol                            | (Le Roi danse)                               | Molière                                    | Jakab Csaba      | Gérard Corbiau                  |
| 2000 | A király táncol                            | (Le Roi danse)                               | Molière                                    | Ujlaki Dénes     | Gérard Corbiau                  |
| 2000 | Fűbenjáró bűn                              | (Saving Grace)                               | Major Jean Villeneuve                      | Balázsi Gyula    | Nigel Cole                      |
| 2000 | A hazafi                                   | (The Patriot)                                | Jean Villeneuve                            | Schnell Ádám     | Roland Emmerich                 |
| 2001 | A sárkány csókja                           | (Kiss of the Dragon)                         | Inspector Jean-Pierre Richard              | Székhelyi József | Chris Nahon                     |
| 2001 | A sárkány csókja                           | (Kiss of the Dragon)                         | Inspector Jean-Pierre Richard              | Barbinek Péter   | Chris Nahon                     |
| 2002 | A jó rabló                                 | (The Good Thief)                             | Roger                                      | Várkonyi András  | Neil Jordan                     |
| 2003 | A mag                                      | (The Core)                                   | Serge                                      | Csuja Imre       | Jon Amiel                       |
| 2003 | Utopia                                     | (Utopía)                                     | Hervé                                      |                  | María Ripoll                    |
| 2004 | Hosszú jegyesség                           | (A Very Long Engagement)                     | Captain Etienne Favourier                  | Kristóf Tibor    | Jean-Pierre Jeunet              |
| 2004 | Életeken át                                | (Taking Lives)                               | Leclair                                    | Jakab Csaba      | D.J. Caruso                     |
| 2004 | Blueberry - A fejvadász                    | (Blueberry)                                  | Uncle                                      |                  | Jan Kounen                      |
| 2004 | Goriot apó                                 | (Le père Goriot)                             | Vautrin                                    | Reviczky Gábor   | Jean-Daniel Verhaeghe           |
| 2005 | A három testőr visszatér                   | (D'Artagnan et les trois mousquetaires)      | Richelieu bíboros                          | Reviczky Gábor   | Pierre Aknine                   |
| 2006 | Sírtáncolók                                | (The Gravedancers)                           | Vincent Cochet                             |                  | Mike Mendez                     |
| 2006 | Máltai randevú                             | (A Previous Engagement)                      | Alex Belmont                               | Forgács Péter    | Joan Carr-Wiggin                |
| 2007 | Szegények hercege                          | (Jacquou le Croquant)                        | The Chevalier                              | Forgács Péter    | Laurent Boutonnat               |
| 2007 |                                            | (Boxes)                                      | Jean                                       |                  | Jane Birkin                     |
| 2007 | Pacsirtavár                                | (The Lark Farm)                              | Aram                                       |                  | Vittorio Taviani, Paolo Taviani |
| 2008 |                                            | (A Man and His Dog)                          | The Guitar Player In The Park              |                  | Francis Huster                  |
| 2010 | Vándorút                                   | (The Way)                                    | Captain Henri                              | Vass Gábor       | Emilio Estevez                  |
| 2011 |                                            | (A Gang Story)                               | Serge Suttel                               |                  | Olivier Marchal                 |
| 2011 | Különleges alakulatok                      | (Forces spéciales)                           | Guezennec                                  | Kőszegi Ákos     | Stéphane Rybojad                |
| 2011 | A Lyon-i banda                             | (Les Lyonnais)                               | Serge Suttel                               | Vass Gábor       | Olivier Marchal (2)             |
| 2012 |                                            | (Pieces of Me)                               | Edern                                      |                  | Nolwenn Lemesle                 |
| 2013 | Jappeloup                                  | (Jappeloup)                                  | Marcel Rozier                              | Jakab Csaba      | Christian Duguay                |
| 2013 | Belle és Sébastien                         | Belle and Sebastian                          | César                                      | Csernák János    | Nicolas Vanier                  |
| 2015 |                                            | (Through the Air)                            | Armand Cavelle                             |                  | Fred Grivois                    |
| 2015 | Belle és Sébastien – A kaland folytatódik  | (Belle & Sebastian: The Adventure Continues) | César                                      | Csernák János    | Christian Duguay (2)            |
| 2017 | Belle és Sébastien 3. - Mindörökké barátok | (Belle et Sébastien 3, le dernier chapitre)  | César                                      | Csernák János    | Clovis Cornillac                |
| 2018 | Mária Magdolna                             | (Mary Magdalene)                             | Elisha                                     | Reviczky Gábor   | Garth Davis                     |
| 2020 | A párizsi sellő                            | (Une sirène à Paris)                         | Camille                                    | Jakab Csaba      | Mathias Malzieu                 |